# Sustinente
Sustinente és un municipi situat al territori de la província de Màntua, a la regió de la Llombardia, (Itàlia).
Sustinente limita amb els municipis de Bagnolo San Vito, Gazzo Veronese, Quingentole, Quistello, Roncoferraro, San Benedetto Po, Serravalle a Po i Villimpenta.
Pertanyen al municipi les frazioni de Bastia, Cavecchia, Poletto i Sacchetta

## Galeria

Localització de Sustinente a la província de Màntua